# Dârülfünûn
Die Dârülfünûn, auch Dar-ül Fünun genannt (osmanisch دار الفنون mit der Bedeutung Haus der Wissenschaften; osmanische Bezeichnung für ‚Universität‘), war die erste Universität des osmanischen Reiches im europäischen Sinne. Die Universität wurde 1900 auf Initiative des osmanischen Sultans Abdülhamid II. gegründet. Nach der Gründung der Republik Türkei 1923 wurde unter Kemal Atatürk die Einrichtung per Reform 1933 aufgelöst und ging in der neugegründeten Universität Istanbul auf.

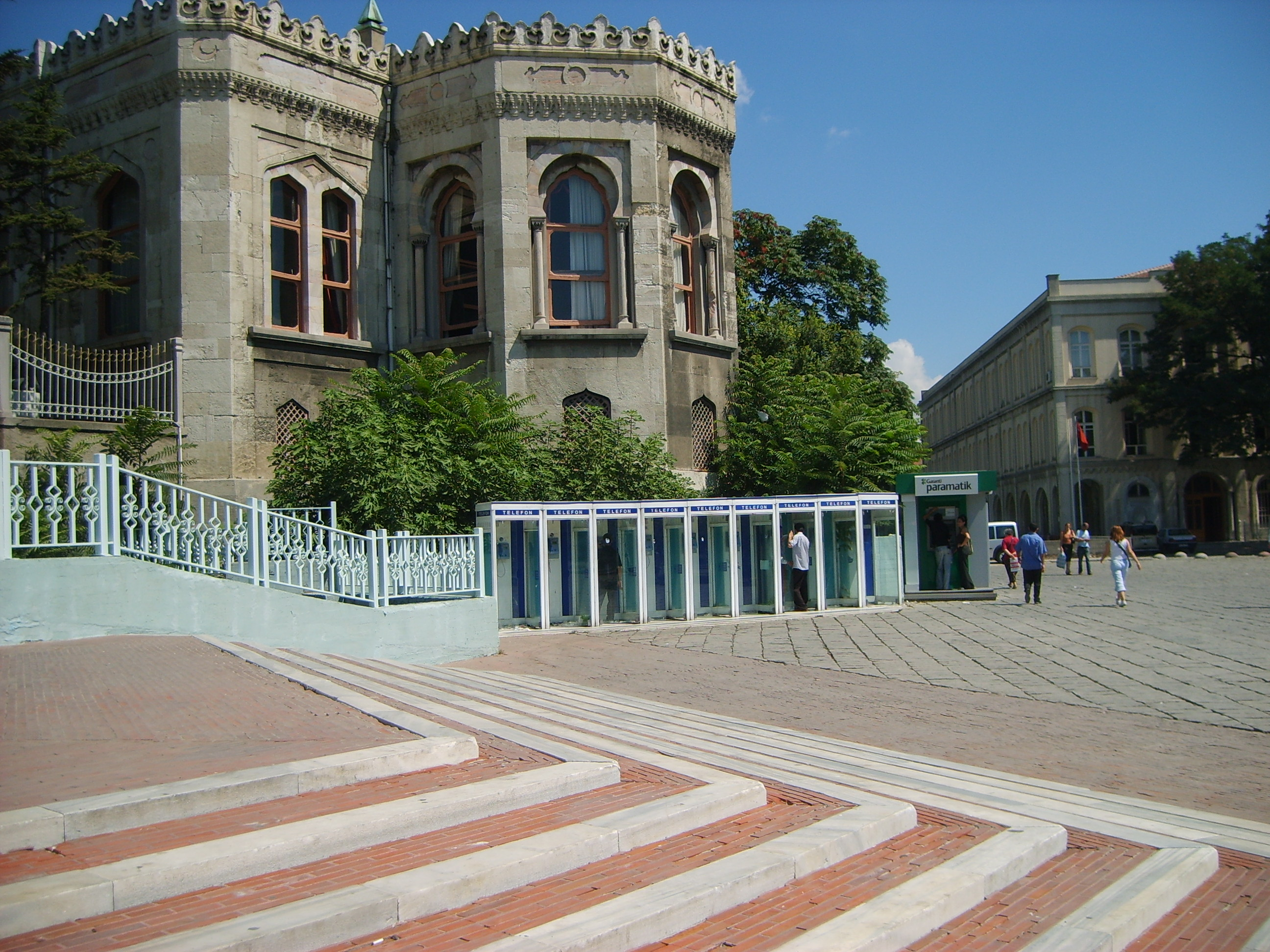
Das an die Darülfünun übergebene Gebäude des Kriegsministeriums

## Gründung
Schon 1848 beschloss die osmanische Regierung, eine Hochschule, die alle Wissenschaften umfassen sollte, zu gründen. Doch ein Jahr darauf wurde diese erste Universität aus Mangel an Lehrern und Schülern geschlossen.
Großwesir Mehmed Emin Ali Pascha und der Minister für Bildung Mehmed Esad Saffet Pascha ließen 1870 erneut eine Universität namens Darülfünun Osmani gründen. Rektor wurde Hoca Tahsin Efendi und unter den Professoren befanden sich Personen wie Dschamal ad-Din al-Afghani und Aristoklis Efendi. Die Universität bestand aus drei Fakultäten (Philosophie und Literaturwissenschaften, Jura sowie Naturwissenschaften und Mathematik). Auch diese Universität wurde ein Jahr später wieder geschlossen.
Die dritte und letztendlich dauerhafte Universität die Darülfünun Şahane wurde 1900 mit einem königlichen Ferman Abdülhamids eröffnet. Dieser Universität wurde die 1866 gegründete Medizinische Hochschule (osm: Mekteb-i Tıbbiye-i Şahane) und die 1880 gegründete Juristische Hochschule (osm: Mekteb-i Hukuk) angeschlossen. Zusätzlich wurden die Naturwissenschaftliche und mathematische Fakultät (türkisch Ulûm-ı Riyâziye ve Tabiiye), die Literaturfakultät (osm: Edebiyat Fakültesi) und die Theologiefakultät (türkisch İlahiyat Fakültesi) gegründet.

## Die Periode der zweiten osmanischen Verfassungsperiode und der Republik
Während Abdülhamids Regentschaft stand das Darülfünun unter strenger Überwachung und konnte sich nach der jungtürkischen Revolution 1908 und der Wiederinkrafttreten der Osmanischen Verfassung entwickeln. Die Zahl der Institute stieg ebenso wie wissenschaftliche Publikationen und Promotionsprogramme und machte so das Darülfünun zu einer echten Hochschule. Die Studentenzahlen stiegen von 600 (vor 1908) auf 4600 (im Schuljahr 1913–14) an. 1912 wurde der Universitätssenat gegründet und ab 1914 deutsche Professoren eingestellt.
deutsche Professoren
- Georg Anschütz, Psychologie
- Fritz Arndt, anorganische Chemie
- Gotthelf Bergsträsser, semitische Sprachwissenschaft
- Gustav Fester, technische Chemie
- Anton Fleck, Finanzwissenschaft
- Friedrich Giese, uraltaische Sprachen
- Kurt Hoesch, organische Chemie
- Friedrich Hoffmann, Volkswirtschaft
- Günther Jacoby, Philosophie
- Carl Friedrich Lehmann-Haupt, Geschichte der altorientalischen Völker
- Erich Leick, Botanik
- Johannes Heinrich Mordtmann, Methodologie der Geschichte (Osmanistik)
- Erich Nord, europäisches bürgerliches Recht
- Erich Obst, Geographie
- Walther Penck, Geologie
- Werner Richter, deutsche Sprache und Literatur
- Walther Schönborn, öffentliches Recht
- Eckhard Unger, Archäologie und Numismatik
- Joseph Würschmidt, Physik
- Boris Zarnik, Zoologie

Nach dem Ende des Ersten Weltkrieges mussten diese, wie alle Deutschen, Konstantinopel verlassen.
1914 wurde eine Universität für Frauen das Darülfünun-ı İnas gegründet. Doch wegen des Boykotts der weiblichen Studenten wurde jene Universität 1920 mit dem Darülfünun vereint und gemischtgeschlechtliche Klassen – bis auf das Theologiestudium – ermöglicht.
Während des Waffenstillstandes nach dem Ersten Weltkrieg unterstützten die Studenten die kemalistische Widerstandsbewegung in Anatolien. Als Ergebnis von dreimonatigen Protesten wurden im Jahre 1922 fünf antikemalistische Lehrkräfte zum Rücktritt gezwungen. Boykotte, Demonstrationen und Präsentationen wurden zu der Zeit Teil des Universitätsalltags.
Atatürk sprach in den 1920er Jahren positiv und lobend über das Darülfünun. So sagte er 1924, dass das Darülfünun der Heimat große Dienste leiste, indem es in der Wissenschaft und Zivilisation das Land voranbringe. 1925 lobte Atatürk die hohe Wahrnehmung und Sensibilität der Hochschule bezüglich nationaler und staatlicher Probleme und Fragestellungen. Im gleichen Jahr sandte Atatürk dem Rektor der Universität ein Telegramm, worin er die Verdienste für die Erziehung einer aufgeklärten und progressiven Jugend ansprach. Am 16. Dezember 1930 besuchte Atatürk, der Ehrenprofessor der Literaturwissenschaftlichen Fakultät war, das Darülfünun. Ins Gästebuch schrieb er: 

„Ich bin sehr gerührt davon, daß ich an der Istanbuler Darülfünun die Bekanntschaft mit sehr hochgeschätzten Professoren gemacht und wertvolle Jugendliche in der Nähe kennengelernt habe. Wir haben keine Zweifel, daß diese hohe Einrichtung, die sich die Wissenschaft zum Ziel gesetzt hat, große Dienste erweisen wird. G. Mustafa Kemal“

## Schließung
Die türkische Regierung strebte eine Bildungsreform an und wollte unter anderem die parallelen Bildungswege (staatlich und religiös) vereinen. Das Darülfünun war praktisch autonom und der Staat hatte keinen Einfluss und Kontrolle über die Einrichtung. Als außerdem das Darülfünun die 1932 offiziell verkündete Türkische Geschichtsthese und Sonnensprachtheorie anzweifelte, kam es zu großen Schwierigkeiten mit der Regierung. Nach Prof. İlhan Başgöz: 

„Auf dem Ersten Türkischen Geschichtskongress in der Darülfünun wagten es einige Lehrer die offizielle Sprach- und Geschichtsthesen zu kritisieren. Nicht nur dass die Universität die Thesen, an denen Mustafa Kemal persönlich interessiert war und die Teil der Kulturpolitik der Regierung waren, nicht unterstützte, sondern auch kritisierte, führte in Ankara zu einer heftigen Reaktion.“

 Zwei Monate nach dem Kongress wurde der ehemalige Richter des Unabhängigkeitsgericht, Reşit Galip, zum Bildungsminister ernannt. Er bekam den Auftrag das Darülfünun zu reformieren. Dieser ließ den Schweizer Pädagogen Albert Malche einen kritischen Bericht über den Zustand des Darülfünun schreiben. In seinem Rapport sur l’université d’Istanbul bemängelte Malche die nicht ausreichenden Fremdsprachenkenntnisse der türkischen Studenten und außerdem die Unmöglichkeit, zukünftige türkische Professoren an der Istanbul-Universität auszubilden.
Am 31. Juli 1933 wurde dann schließlich die Hochschule per Gesetz geschlossen und einen Tag später, am 1. August, die Istanbul-Universität gegründet. Das Darülfünun hatte 114 Professoren, die neue Universität nur 78. Von diesen 78 waren 65 Professoren Ausländer – darunter auch Deutsche, die vor den Nationalsozialisten geflohen waren. Etwa 100 Lehrer der Darülfünun wurden pensioniert. Erster Rektor wurde Sıddık Sami Onar.

Reşit Galip sagte bei der Eröffnungsrede: 

„Im Lande haben sich grosse politische und soziale Umwälzungen vollzogen. Die Universität ... blieb demgegenüber in der Rolle eines neutralen Beobachters. Im Bereich der Wirtschaft haben sich grundlegende Ereignisse abgespielt. Das Dar-ül-fünun schien davon nichts zu wissen. Im Rechtswesen haben sich radikale Veränderungen vollzogen. Das Dar-ül-fünun begnügte sich damit, lediglich die neuen Gesetze in das Unterrichtsprogramm aufzunehmen. [...] Das Istanbuler Darülfünun ist schliesslich zum Stillstand gekommen, hat sich abgekapselt und hat sich in einer mittelalterlichen Isolierung von der Aussenwelt vollständig zurückgezogen.“

 Die neue Universität hingegen sollte sich dem Nationalismus und Revolution verschreiben. Laut der Milliyet vom 12. September 1933 habe Reşit Galip die neuen Hochschullehrer nicht nach Kompetenz, sondern nach ihrem Idealismus ausgesucht.

Mit dem neuen Hochschulgesetz wurde die administrative und finanzielle Unabhängigkeit der Universität beseitigt. Verwaltungskräfte, Professoren und Dozenten wurden vom Bildungsministerium ernannt. Die staatliche Kontrolle war sehr eng. Nach Başgöz-Wilson: 

„Dass die Universität während der gesamten Zeit der Republik es nicht schaffte, ihre Aufgabe der freien Kritik und Kontrolle wahrzunehmen, lag nicht nur an den persönlichen Schwächen und Bildungsstand des Lehrkörpers, sondern auch an der schweren politischen Kontrolle.“